# Thomas Rösner
Thomas Rösner (* 12. Juni 1973 in Mödling) ist ein österreichischer Dirigent.

## Leben
Thomas Rösner studierte an der Hochschule für Musik und darstellende Kunst in Wien und besuchte Meisterkurse bei Ilya Musin, Myung-Whun Chung und Hans Graf. Entscheidende musikalische Impulse erhielt er als Korrepetitor des Wiener Singvereins (Leitung: Johannes Prinz), wo er mit Dirigenten wie Riccardo Muti, Mariss Jansons, Georges Prêtre, Roger Norrington oder Fabio Luisi zusammenarbeitete.

## Karriere
Auf Einladung von Luisi wurde Rösner 1998 Assistent beim Orchestre de la Suisse Romande. Von 2000 bis 2004 war Rösner „Chef associé“ beim Orchestre National de Bordeaux an der Seite von Hans Graf. Von 1995 bis 2005 leitete Rösner die von ihm gegründete Sinfonietta Baden und dirigierte in dieser Funktion auch 2001 bis 2003 die Aufführungen der Oper Klosterneuburg. Von 2005 bis  2011 war er Chefdirigent des Sinfonieorchesters Biel.
Parallel dazu führten Einladungen Rösner ans Pult bedeutender Klangkörper: So leitete er unter anderem das Deutsche Symphonie-Orchester Berlin, London Philharmonic Orchestra, Wiener Symphoniker, Bamberger Symphoniker, Houston Symphony, Tokyo Symphony Orchestra, Orchestre de la Suisse Romande, Bergen Philharmonic Orchestra, Orchestre National du Capitole de Toulouse, Prager Philharmoniker, Polish National Radio Symphony Orchestra, Sinfonia Varsovia,  MDR Leipzig, Scottish Chamber Orchestra, Bournemouth Symphony Orchestra, Wiener Concert-Verein oder das Mozarteum-Orchester Salzburg.
Sein Debüt als Operndirigent gab Rösner 1998 an der Opera di Roma mit Le nozze di Figaro. Seither dirigierte er an der Bayerischen Staatsoper München, der Semperoper in Dresden, der Staatsoper Stuttgart, der Deutschen Oper Berlin, der Houston Grand Opera, am New National Theatre  Tokyo, beim Glyndebourne Festival, der Welsh National Opera in Cardiff, dem Théâtre du Châtelet in Paris, dem National Center for the Performing Arts in Beijing, der Korea National Opera, dem Théatre de la Monnaie in Brüssel, dem Opernhaus Zürich, dem Grand Théâtre de Genève, sowie an den Opernhäusern in Lyon, Bordeaux, Nancy, Marseille, Nantes und Dijon.
Außerdem trat er bei Festivals wie den Bregenzer Festspielen, dem Edinburgh Festival, dem Brucknerfest Linz und dem Carinthischen Sommer auf.
Schwerpunkte im Repertoire von Rösner bilden Werke der Wiener Klassik, hier vor allem die Opern von Mozart, die er u. a. am Opernhaus Zürich, Théatre de la Monnaie in Brüssel oder in Glyndebourne dirigierte, das symphonische Werk von Beethoven, die deutsche Romantik sowie Werke des 20. Jahrhunderts. Dazu kommen Ur- und Erstaufführungen unter anderem von Philippe Fénelon, Rudolf Kelterborn, Thomas Daniel Schlee, Jean-Luc Darbellay, Jost Meier, Gerd Kühr, Wolfram Wagner und Edward Rushton.
Er ist künstlerischer Leiter der Beethoven Philharmonie in Österreich, die 2017 aus der Sinfonietta Baden hervorging.

## Diskographie
Stand: 24. März 2010, Quelle
- L'orgue del Palau de la Musica Catalana (Columna Musica 1CM0111, 2003), Janáček Philharmonie, Orfeo Català
- Max Bruch: Kol Nidrei für Violine und Orchester, Ouvertüre zu „Scherz, List und Rache“ (Guild Music 7338), Sinfonie Orchester Biel, Dirigent: Thomas Rösner
- Ernest Bloch: Schindlers Liste (ATMA Classique ACD 22579), Sinfonie Orchester Biel, Dirigent: Thomas Rösner[5]
- Giuseppe Verdi: Il Trovatore (Opus Arte OA0974 D, DVD, 2006) Bregenzer Festspiele, Wiener Symphoniker, Dirigent: Thomas Rösner
- Joseph Haydn: Arias& Ouvertures, (ATMA Classique ACD2 2664), Jane Archibald, Soprano, Sinfonie Orchester Biel, Dirigent: Thomas Rösner
- Paul Kletzki: Symphonie Nr. 3 (Musiques Suisses), Bamberger Symphoniker
- Paul Kletzki: Symphonie Nr. 2 (Musiques Suisses), Polish National Radio Symphony Orchestra